# ロジャー・ドナルドソン
ロジャー・ドナルドソン（Roger Donaldson、1945年11月15日 - ）は、ニュージーランドの映画監督、脚本家、映画プロデューサー。

## 略歴
オーストラリア、ビクトリア州バララット（Ballarat）生まれ。1965年にニュージーランドに移住し写真家として働く。ニュージーランドのテレビ番組の演出を手掛けるようになり、1977年『テロリストたちの夜/自由への挽歌』で映画監督デビュー。1984年の『バウンティ/愛と反乱の航海』でアメリカ映画に進出し高い評価を得た。

## 監督作品
- テロリストたちの夜/自由への挽歌 Sleeping Dogs（1977）：プロデューサー、アートディレクターを兼務
- Nutcase（1980）
- スマッシュ・パレス-孤独な暴走- Smash Palace（1981）：プロデューサー、脚本を兼務
- バウンティ/愛と反乱の航海 The Bounty（1984）
- 目撃者マリー Marie: A True Story（1985）
- 追いつめられて No Way Out（1987）
- カクテル Cocktail（1988）
- キャデラック・マン Cadillac Man（1990）
- ホワイト・サンズ White Sands（1992）
- ゲッタウェイ The Getaway（1994）
- スピーシーズ 種の起源 Species（1995）
- ダンテズ・ピーク Dante's Peak（1997）
- 13デイズ Thirteen Days（2000）
- リクルート The Recruit（2003）
- 世界最速のインディアン The World's Fastest Indian（2005）：脚本を兼務
- バンク・ジョブ The Bank Job（2008）
- ハングリー・ラビット Seeking Justice（2011）
- スパイ・レジェンド The November Man（2014）
- マクラーレン F1に魅せられた男 McLaren（2017）：ドキュメンタリー映画